# Pietro Confortini
Pietro Confortini (Firenze, anni 1580 – Firenze, 1658 circa) è stato un pittore italiano, attivo tra il 1606 e il 1658.

## Biografia
Figlio del pittore di origine pisana  Matteo e fratello maggiore del più noto Jacopo, si formò verosimilmente in ambito familiare.
Si immatricolò all'Arte del Disegno nel 1606 e lo stesso anno firmò una Presentazione al tempio per la chiesa di Sant'Andrea in Percussina e un'Annunciazione nella pieve di San Giovanni Battista a Buti. Si tratta di opere dal gusto riformato cinquecentesco, che si inseriscono nel filone dei seguaci di Santi di Tito. Più avanti nella sua carriera guardò alle novità introdotte dal Passignano.
Sempre molto attivo nella comunità dei pittori fiorentini, come dimostra la sua assidua frequentazione dell'Accademia del Disegno e della Compagnia di San Benedetto Bianco (nella cui sede aveva realizzato un perduto ciclo di affreschi), di lui non si hanno più tracce documentarie dopo il 1658.